# Paroisse Saint Camille Kabondo
 (février 2025).
Motif : Où sont les sources secondaires centrées démontrant l'admissibilité selon les WP:CAA ?
- Archive Wikiwix
- Bing
- Cairn
- DuckDuckGo
- E. Universalis
- Gallica
- Google
- G. Books
- G. News
- G. Scholar
- Persée
- Qwant
- (zh) Baidu
- (ru) Yandex
- (wd) trouver des œuvres sur Wikidata

| 1. | Préciser le motif de la pose du bandeau. | Précisez le motif de la pose du bandeau en utilisant la syntaxe suivante : {{admissibilité à vérifier\|date=mai 2025\|motif=remplacez ce texte par le motif}}                                       |
| 2. | Informer les utilisateurs concernés.     | Pensez à avertir le créateur de l'article, par exemple, en insérant le code ci-dessous sur sa page de discussion : {{subst:avertissement admissibilité à vérifier\|Paroisse Saint Camille Kabondo}} |

 (février 2025).
Si vous disposez d'ouvrages ou d'articles de référence ou si vous connaissez des sites web de qualité traitant du thème abordé ici, merci de compléter l'article en donnant les références utiles à sa vérifiabilité et en les liant à la section « Notes et références ».
La paroisse Saint Camille, située dans la commune de Kabondo à Kisangani, a été fondée par les Pères du Sacré-Cœur. Elle a été établie à partir de la paroisse Saint Jean-Baptiste.

## Historique
La paroisse Saint Camille, située à Kisangani, a été construite en 1954. Elle est l’une des paroisses de l’archidiocèse de Kisangani, située à cheval entre les communes de Kabondo et de la Tshopo.
En août 2022, la paroisse a accueilli une messe de confirmation au cours de laquelle plus de 350 fidèles ont reçu le sacrement des mains de Marcel Utembi Tapa, archevêque de Kisangani.
Aujourd’hui, la paroisse Saint Camille continue d’être un pilier de la communauté catholique de Kisangani, offrant des services religieux et soutenant diverses initiatives sociales et éducatives.

## Architecture
La paroisse a entrepris des travaux de rénovation et d’agrandissement de l’église paroissiale depuis 2014, démontrant son dynamisme et sa volonté d’améliorer ses infrastructures pour mieux servir la communauté.
- Toit en pente : adapté aux fortes pluies tropicales pour éviter l’accumulation d’eau.
- Matériaux locaux : murs en briques ou pierres locales, assurant durabilité et isolation thermique.
- Intérieur sobre : décorations limitées, avec un autel central et des bancs en bois.
- Ouvertures larges : fenêtres et portes grandes pour une ventilation naturelle, essentielle dans un climat tropical.
- Éléments religieux : probablement un clocher modeste pour abriter les cloches et marquer son rôle spirituel dans la région.

L’édifice témoigne de l’histoire coloniale de la région tout en s’intégrant au patrimoine culturel et religieux local. Il reste aujourd’hui un symbole de foi et de résilience pour la communauté de Lubunga,.

## Activités pastorales
La paroisse Saint Camille de Kisangani est un centre actif de la vie spirituelle et communautaire. Parmi ses activités pastorales notables :
- Mouvements de jeunesse : Le groupe Xaveri de la paroisse Saint Camille a célébré son 40ᵉ anniversaire, marquant son engagement continu dans la formation spirituelle et sociale des jeunes.
- Célébrations sacramentelles : La paroisse organise régulièrement des messes pour des occasions spéciales, telles que les vœux perpétuels des religieuses. Par exemple, la révérende Sœur Marie Shoko, missionnaire combonienne[Quoi ?], a prononcé ses vœux perpétuels lors d’une messe présidée par Marcel Utembi Tapa.

## Engagement communautaire
La paroisse participe activement à des événements tels que la Journée Internationale des Droits des Enfants, avec des messes spéciales pour sensibiliser la communauté à la protection des droits des enfants et des personnes vulnérables.

## Rayonnement
Grâce à son emplacement stratégique à côté du Fleuve Congo dans la commune Lubunga, la cathédrale Sainte Marthe est l’une des églises les plus fréquentées de Kisangani surtout pour son architecture.